# Горюнов, Пётр Станиславович
Пётр Станиславович Горюнов (род. 27 марта 1967, Горький) — советский и российский хоккеист, нападающий. Тренер.

## Биография
Воспитанник горьковского «Торпедо». В составе команды дебютировал в концовке сезона 1984/85 в высшей лиге. Бо́льшую часть сезона 1986/87 провёл в команде первой лиги СКА МВО Калинин. В начале сезона 1989/90 перешёл в тольяттинскую «Ладу», в составе которой в 1994 году стал чемпионом России. В сезоне 1993/94 также провёл несколько игр за финский «КалПа» и за «Торпедо». В 2002—2007 годах играл в команде второй лиги «Лукойл-Волга» / «Кстово». Чемпион мира среди ветеранов.
Серебряный призёр чемпионата Европы среди юниоров команд 1985.
Детский тренер («Торпедо-2» НН, 2017/18, «Мотор» Заволжье, 2018/19). Тренер по хоккею во Дворце спорта профсоюзов (НН).